# Dracena smocza
Dracena smocza, drzewo smocze, smokowiec (Dracaena draco L.) – gatunek z rodziny szparagowatych. Roślina w naturze bardzo rzadka, o niewielkim zasięgu.

## Rozmieszczenie
Smokowiec to endemit Madery i Wysp Kanaryjskich, na których występuje zaledwie kilkaset egzemplarzy. Niedawno został odkryty podgatunek (Dracaena draco subsp. ajgal), występujący w Maroku, w górach Atlas (pasmo Antyatlas), gdzie znaleziono kilkutysięczną kolonię okazów tego drzewa. Gatunek rozpowszechniony w uprawie na Wyspach Kanaryjskich i Wyspach Zielonego Przylądka, tam też dziczejący.

## Morfologia

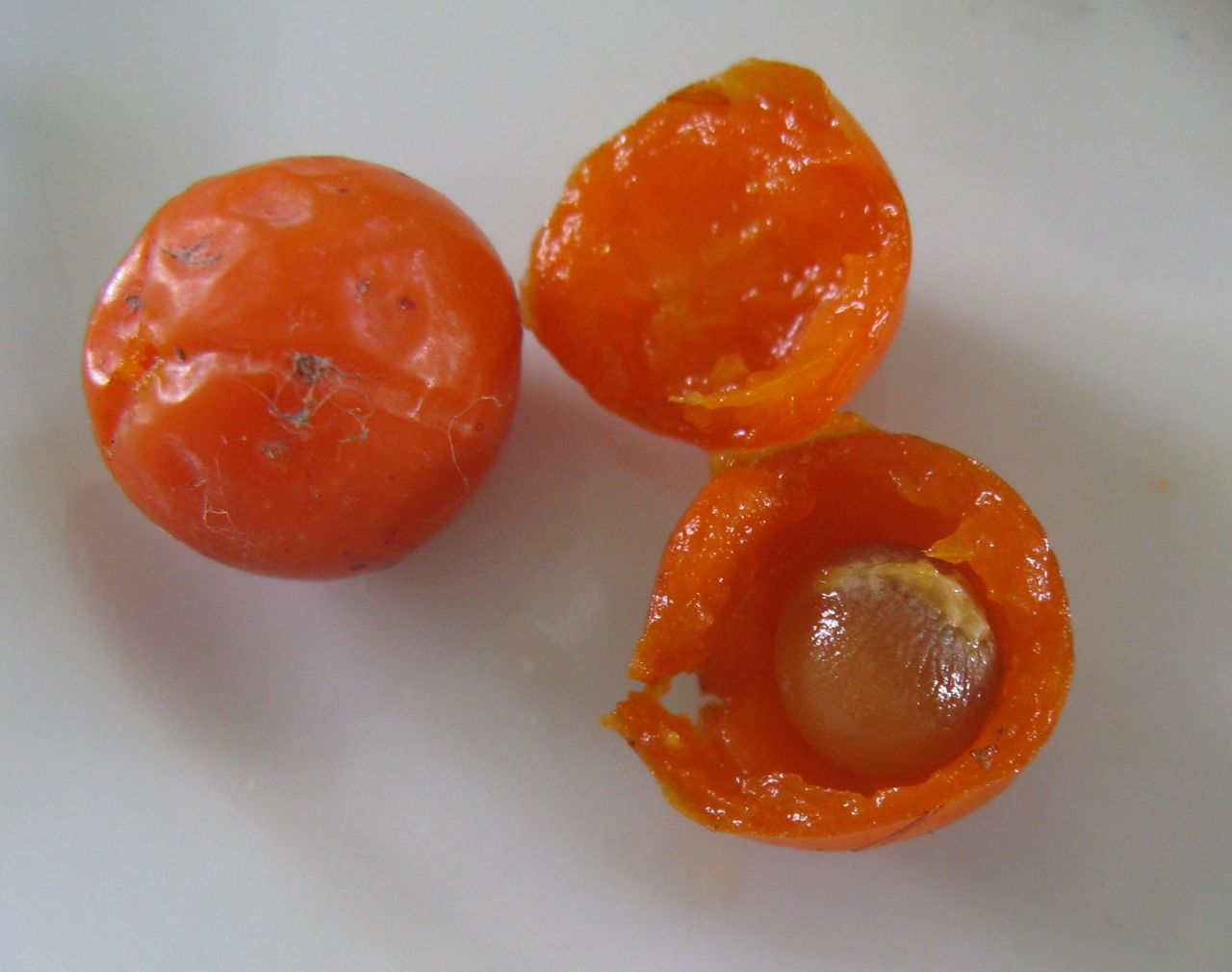
Owoce smokowca

Rośliny należące do tego gatunku tworzą wysoki, ciemnoszary, sięgający do 20 m pień dzielący się na gałęzie, których ciemnozielone, wąskie szablaste liście układają się w koronę na kształt parasola.
Kwiaty są koloru biało-zielonkawego.
Owoce o wielkości 1–1,5 cm są mięsiste, okrągławe o kolorze pomarańczowym.

## Biologia i ekologia
Wzrost jest powolny – po ok. 10 latach osiąga wysokość 1 m.
Drewno pozbawione jest słojów więc wiek można ocenić wyłącznie na podstawie podziału gałęzi.
Roślina ciepłolubna. Optymalna temperatura: 18–21 °C. Nie lubi zimnych przeciągów. Podłoże to ziemia gliniasta lub torfowa. Roślina niezbyt trudna do uprawy.

## Wierzenia
Dla ludu Guanczów, pierwszych znanych mieszkańców Wysp Kanaryjskich, drzewo to posiadało właściwości magiczne. Spowodowane jest to częściowo faktem, że po nacięciu kory lub liści, wypływająca żywica utleniając się przyjmuje czerwonawy kolor nazywany smoczą krwią.